# دانیله بالی
دانیله بالی (انگلیسی: Daniele Balli؛ زادهٔ ۱۶ سپتامبر ۱۹۶۷) بازیکن فوتبال اهل ایتالیا است.
از باشگاه‌هایی که در آن بازی کرده‌است می‌توان به باشگاه فوتبال سالرنیتانا، باشگاه فوتبال پیستویزه، باشگاه فوتبال پیزا، باشگاه فوتبال امپولی، و باشگاه فوتبال ترنانا اشاره کرد.